# Hino do Piauí
O Hino do Piauí é uma composição do poeta Antônio Francisco da Costa e Silva, com música de Firmina Sobreira Cardoso e Leopoldo Damascena Ferreira.

## História
Foi adotado pela Lei 1078 de 18 de julho de 1923.
Sua letra foi composta por ocasião das comemorações do centenário da adesão do Piauí à Independência do Brasil, que ocorreu, entre outras datas, com a Batalha do Jenipapo em 13 de março de 1823.

## Autores

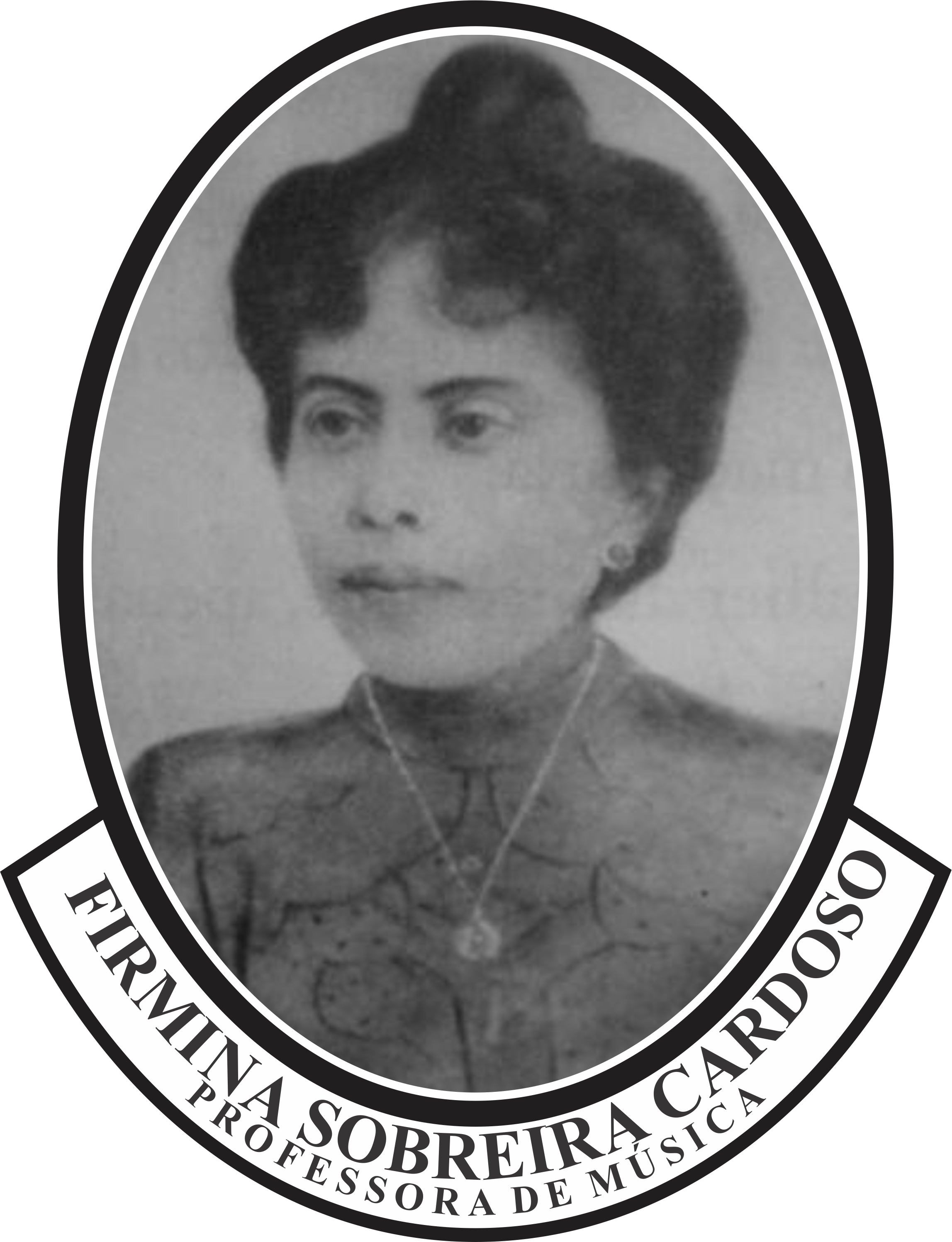
Firmina Sobreira, uma das autoras da musicalização.

A musicalização do poema de Da Costa e Silva foi da maestrina Firmina Sobreira Cardoso e dos musicólogos Cirilo Chaves Soares Carneviva e Leopoldo Damasceno Ferreira.

## Estrofe Contestada
Tem surgido pensares entre historiadores, notadamente filiados a corrente da Nova História Crítica, que a 3ª estrofe do hino do Piauí faz menção poética a dois bandeirantes de forma a apologiar as violências cometidas por eles contra os povos nativos no respectivo período histórico. As discussões sugerem a troca da estrofe em questão e que a Assembléia Legislativa autorize a realização de um concurso para essa finalidade ou que seja reintroduzida a antiga estrofe.
A respeito cita-se Adrião José Neto: “na estrofe ‘Desbravando-te os campos distantes/Na missão do trabalho e da paz/A aventura de dois bandeirantes/A semente da pátria nos traz’, o autor ao exaltar os dois bandeirantes (Domingos Jorge Velho e Domingos Afonso Mafrense), fala em ‘aventura’ e ‘na missão do trabalho e da paz’ sem, contudo, atentar para o detalhe de que aventura é coisa de aventureiro, e que o trabalho ou um dos trabalhos dos bandeirantes era guerrear contra os índios para lhes tomar terras e aprisionar os sobreviventes para o trabalho escravo. A paz propalada pelo poeta constitui-se apenas tão somente numa rima. Nessa missão rotulada pelo poeta como do ‘trabalho e da paz’, eles, os dois bandeirantes e muitos outros aventureiros promoveram a guerra. Como comandantes das expedições paramilitares, patrocinaram grandes carnificinas, matando, esfolando e exterminado nações inteiras, dando péssimo exemplo aos seus seguidores [Elites latifundiárias], que não sossegaram enquanto não eliminaram o ultimo índio de solo piauiense”. (José Neto, Adrião. A incoerência histórica do hino do Piauí e verdades estabelecidas. Teresina; Ed. do autor, 2006). Outra se fundamenta assim, pelo pesquisador piauiense Roberto Alencar: "O Hino do Piauí contém um dos mais graves erros históricos cometido pelo poeta Da Costa e Silva, considerado o maior poeta piauiense. Isso, se considerarmos o processo de revisão pelo qual passou a História Oficial, hoje intitulada de Nova História. Leia-se a estrofe em que esse erro é cometido: “Desbravando-te os campos distantes/ Na missão do trabalho e da paz/ A aventura de dois bandeirantes/ A semente da pátria nos traz".[carece de fontes?]
Os dois bandeirantes citados em tal estrofe são Domingos Jorge Velho e Domingos Afonso Mafrense. Estes personagens históricos tiveram uma missão totalmente oposta à de promover o trabalho e a paz. São considerados pelos novos historiadores como os principais exterminadores dos povos indígenas das terras brasileiras. O massacre realizado por eles foi tão cruel que terminou por exterminar, por exemplo, todos os índios do Piauí. Pode-se dizer que os dois foram fixados nas páginas da História do Brasil para sempre, mas como assassinos frios, cruéis e “sangrinolentos”. Domingos Jorge Velho, também, foi o paulista contratado para destruir o Quilombo de Palmares em 1694, localizado em Alagoas.[carece de fontes?]